# WOW!〜ディズニーマニア2
『WOW!〜ディズニーマニア2』 (Disneymania 2) は、ディズニーマニアシリーズ第2作のコンピレーション・アルバムである。
アメリカ合衆国で2004年1月27日に発売され、日本で2月11日に発売された。

## 概要
『WOW!〜ディズニーマニア2』はディズニーマニアシリーズ第2作として発売された。ディズニーによる長編アニメーション映画で使用された楽曲をディズニー・チャンネル出演者をはじめとするアーティストによってカバーされた楽曲が収録されている。参加アーティストはJump5、レイヴン・シモーネ、ヒラリー・ダフ、ヘイリー・ダフ、ジェシー・マッカートニー、ダニエル・ベディングフィールド、ゼイ・マイト・ビー・ジャイアンツなどである。
全米アルバムチャートビルボード200で第29位、ビルボードTop Kids Audioで第1位を記録、Top Internet Albums 第52位となる。

## 収録曲
| #  | 邦題曲名                                 | 原題曲名                             | アーティスト                                     | 映画                                         | 時間 |
| -- | ---------------------------------------- | ------------------------------------ | ------------------------------------------------ | -------------------------------------------- | ---- |
| 1  | ようこそ                                 | "Welcome"                            | Jump5                                            | ブラザー・ベア                               | 3:15 |
| 2  | トゥルー・トゥ・ユア・ハート             | "True to Your Heart"                 | レイヴン・シモーネ                               | ムーラン                                     | 3:45 |
| 3  | 小さな世界                               | "It's a Small World"                 | バハ・メン                                       | N/A                                          | 2:44 |
| 4  | 彼がトランプさ                           | "He's a Tramp"                       | ザ・ビュー・シスターズ                           | わんわん物語                                 | 2:56 |
| 5  | ジッパ・ディー・ドゥー・ダー             | "Zip-a-Dee-Doo-Dah"                  | スティービー・ブロック                           | 南部の唄                                     | 3:30 |
| 6  | シャムネコのうた                         | "The Siamese Cat Song"               | ヒラリー・ダフ & ヘイリー・ダフ                  | わんわん物語                                 | 3:50 |
| 7  | サークル・オブ・ライフ                   | "Circle of Life"                     | ディズニー・チャンネル・サークル・オブ・スターズ | ライオン・キング                             | 4:10 |
| 8  | ホール・ニュー・ワールド                 | "A Whole New World"                  | LMNT                                             | アラジン                                     | 4:05 |
| 9  | いつか夢で                               | "Once Upon a Dream"                  | ノー・シークレット                               | 眠れる森の美女                               | 3:30 |
| 10 | エニータイム・ユー・ニード・ア・フレンド | "Anytime You Need a Friend"          | ザ・ビュー・シスターズ                           | ホーム・オン・ザ・レンジ にぎやか農場を救え! | 3:20 |
| 11 | 右から2番目の星                          | "The Second Star to the Right"       | ジェシー・マッカートニー                         | ピーター・パン                               | 3:02 |
| 12 | 星に願いを                               | "When You Wish Upon a Star"          | アシュリー・ギアリング                           | ピノキオ                                     | 3:57 |
| 13 | 夢はひそかに                             | "A Dream Is a Wish Your Heart Makes" | ダニエル・ベディングフィールド                   | シンデレラ                                   | 3:40 |
| 14 | バロック・ホウダウン                     | "Baroque Hoedown"                    | ゼイ・マイト・ビー・ジャイアンツ                 | N/A                                          | 2:45 |
| 15 |                                          | "I Wan'na Be Like You" *             | ニッキ・ウェブスター                             | ジャングル・ブック                           | 2:49 |

* オーストラリア ボーナス・トラック

## チャート成績
| チャート (2004年)        | 最高順位 |
| ------------------------ | -------- |
| 米国 ビルボード200       | 29       |
| 米国 Top Internet Albums | 52       |
| 米国 Top Kids Audio      | 1        |